# Sandra!
| Críticas profissionais | Críticas profissionais |
| Avaliações da crítica  | Avaliações da crítica  |
| Fonte                  | Avaliação              |
| ---------------------- | ---------------------- |
| allmusic               | [ 1 ]                  |

Sandra! é um álbum de estúdio da cantora Sandra de Sá, lançado em 1990. Nesse álbum Sandra investiu em ritmos como o funk pop e o blues além de baladas Românticas

## Recepção
A música Quem é Você alcançou a posição 83 entre as 100 músicas mais tocadas das rádios em 1990 , a mesma música entrou para a trilha sonora da novela Mico Preto da Rede Globo no mesmo ano . O disco também foi bem recebido pela crítica, o site G1 da Globo classificou-o como: um dos melhores e mais arejados álbuns de uma carreira irregular que contabiliza 40 anos em 2020.[...]Sandra de Sá estava no auge da forma vocal em 1990, elevando os tons quando necessário, mas dosando o canto com a sofisticação das grandes intérpretes. Sem intensas ações de marketing na promoção, o álbum Sandra! jamais obteve o reconhecimento popular a que fazia jus, o que motivou a volta de Sandra de Sá para o padrão pop da gravadora com o álbum Lucky! (1992). Mas ficou na história este disco de 1990 que merece ser descoberto. Por tanta beleza esquecida no baú, o álbum Sandra! ainda justifica o ponto de exclamação do título e causa espanto após 30 anos.

## Curiosidades
- A permanência garantida nas playlists da época pareceu ter provocado certa insatisfação na cantora pela falta de autonomia na escolha do repertório. Lançado no segundo semestre de 1990, Sandra! rejeitou a engessada fórmula do sucesso da RCA (na época já denominada BMG) e, por isso mesmo, foi solenemente minimizado pela gravadora. O que reduziu o alcance deste disco.
- O álbum foi dedicado pela cantora ao cantor e amigo Cazuza (1958 – 1990), então recentemente falecido em julho daquele ano. *lançado em LP e em raríssimo CD de tiragem limitada, a música Eu quero alguém entrou em Sandra! quando o disco já estava em tese fechado com 11 faixas. Embora Cazuza já tivesse gravado Eu quero alguém no álbum Burguesia (1989), a cantora – a julgar pelo relato de Motta – somente prestou a devida atenção na música quando Rocketh foi contratado para tocar como baixista no show de lançamento deste disco de Sandra.
- A música Como um rio era versão de Cry me a river Arthur Hamilton
- A Música  Charles Anjo era uma regravação de Jorge Ben Jor
- A música Send to me the electric chair era uma regravação de George Brooks
- A música Quem é Você é uma regravação de Love will lead you back de Diane Warren e foi incluída na trilha sonora da novela "Mico Preto", exibida pela TV Globo em 1990. Na trama de Marcílio Moraes, Leonor Bassères e Ricardo Linhares, a canção foi tema da personagem "Claudia", de Louise Cardoso.[8] [9]

## Faixas
| N.º | Título                                           | Compositor(es)                        | Duração |  |
| 1.  | "Slogan" (participações de Djavan e Marina Lima) | Cassiano                              | 4:07    |  |
| 2.  | "Eu Quero Alguém"                                | Cazuza, Renato Rocketh                | 2:27    |  |
| 3.  | "Como um Rio (Cry me a River)"                   | Arthur Hamilton, versão: Nelson Motta | 6:30    |  |
| 4.  | "Mandela"                                        | Guto Graça Mello, Ronaldo Barcellos   | 3:33    |  |
| 5.  | "Charles Anjo 45" (participação: Olodum)         | Jorge Ben                             | 4:29    |  |
| 6.  | "Cinzas"                                         | Cassiano                              | 3:50    |  |
| 7.  | "Quem É Você (Love Will Lead You Back)"          | Diane Warren, versão: Nelson Motta    | 4:29    |  |
| 8.  | "Blue Eyes"                                      | Jorjão Barreto, Ronaldo Bastos        | 5:18    |  |
| 9.  | "Arroxo"                                         | Hubert, Mu Chebab, Robertinho         | 1:40    |  |
| 10. | "Ninguém Comigo Agora"                           | Roberto Frejat                        | 3:45    |  |
| 11. | "Send Me To The Electric Chair"                  | George Brooks                         | 3:20    |  |
| 12. | "Imensamente Só"                                 | Nelson Motta, Reinaldo Arias          | 6:30    |  |